# Sambasha
Sambasha ist ein Verwaltungsbezirk (Ward) des Distrikts Arusha DC in der tansanischen Region Arusha.

## Geografie
Sambasha liegt im Norden von Tansania, wenige Kilometer nördlich der Regionshauptstadt Arusha am westlichen Abhang des Mount Meru. In manchen Unterlagen wird ein Teil des Mount-Meru-Forstreservats zum Bezirk gezählt, in anderen nur der Bereich außerhalb. In diesem Fall grenzt Sambasha im Norden und im Osten an das Mount-Meru-Forstreservat, im Südosten an Ilkiding'a, im Südwesten an Kimnyak und im Westen an Olmotonyi.
Sambasha hat – ohne Mount-Meru-Forstreservat – eine Fläche von 8,3 Quadratkilometern. Bei der Volkszählung 2022 lebten hier 12.739 Menschen in 3117 Haushalten.

## Gliederung
Der Bezirk besteht aus drei Gemeinden (Mtaa) mit elf Orten (Kitongoji):
| Sambasha - Huduma - Ilparakwo - Mpakani | Shimboro - ltingidi - Madukani - Muterian - Meduti | Timbolo - Omelili - Masanga - Miunga - Naroki |

## Wirtschaft und Infrastruktur
- Bildung: Die Sambasha Secondary School ist eine weiterführende staatliche Schule, die Jugendliche bis zur 4. Stufe ausbildet.[9]
- Gesundheit: In Sambasha befindet sich eine Apotheke, die auch kleine chirurgische Eingriffe durchführt.[10]